# Ocean City (Washington)
Ocean City ist ein Census-designated place (CDP) im Grays Harbor County im Bundesstaat Washington (Vereinigte Staaten). Im Jahr 2000 hatte der Ort 217 Einwohner.

## Geographie
Ocean City liegt auf der nördlichen der beiden Halbinseln, die Grays Harbor vom Pazifischen Ozean trennen.
Nach den Angaben des United States Census Bureaus hat der CDP eine Fläche von 11,3 km², alles davon ist Land.

## Demographie
Zum Zeitpunkt des United States Census 2000 bewohnten Ocean City 217 Personen. Die Bevölkerungsdichte betrug 19,3 Personen pro km². Es gab 250 Wohneinheiten, durchschnittlich 22,2 pro km². Die Bevölkerung des Ortes bestand zu 88,94 % aus Weißen, 0,92 % African American, 5,99 % Native American, 0,46 % Asian, 2,76 % gaben an, anderen Rassen anzugehören und 0,95 % nannten zwei oder mehr Rassen. 2,76 % der Bevölkerung erklärten, Hispanos oder Latinos jeglicher Rasse zu sein.
Die Bewohner Ocean Citys verteilten sich auf 117 Haushalte, von denen in 12,8 % Kinder unter 18 Jahren lebten. 39,3 % der Haushalte stellten Verheiratete, 3,4 % hatten einen weiblichen Haushaltsvorstand ohne Ehemann und 53,8 % bildeten keine Familien. 41,9 % der Haushalte bestanden aus Einzelpersonen und in 16,2 % aller Haushalte lebte jemand im Alter von 65 Jahren oder mehr alleine. Die durchschnittliche Haushaltsgröße betrug 1,85 und die durchschnittliche Familiengröße 2,56 Personen.
Die Bevölkerung verteilte sich auf 14,3 % Minderjährige, 2,8 % 18–24-Jährige, 26,7 % 25–44-Jährige, 40,6 % 45–64-Jährige und 15,7 % im Alter von 65 Jahren oder mehr. Das Durchschnittsalter betrug 48 Jahre. Auf jeweils 100 Frauen entfielen 110,7 Männer. Bei den über 18-Jährigen entfielen auf 100 Frauen 116,3 Männer.
Das mittlere Haushaltseinkommen in Ocean City betrug 17.813 US-Dollar und das mittlere Familieneinkommen erreichte die Höhe von 26.979 US-Dollar. Das Durchschnittseinkommen der Männer betrug 16.250 US-Dollar, gegenüber 26.250 US-Dollar bei den Frauen. Das Pro-Kopf-Einkommen im CDP war 15.468 US-Dollar. 14 % der Bevölkerung und 0 % der Familien hatten ein Einkommen unterhalb der Armutsgrenze, davon waren keine Minderjährigen und 18,8 % der Altersgruppe 65 Jahre und mehr betroffen.